# Nora Township (Illinois)
Die Nora Township ist eine von 23 Townships im Jo Daviess County im Nordwesten des US-amerikanischen Bundesstaates Illinois.

## Geografie
Die Nora Township liegt im Nordwesten von Illinois an der Grenze zu Wisconsin. Die Grenze zu Iowa, die vom Mississippi gebildet wird, befindet sich rund 50 km westlich.
Die Nora Township liegt auf 42°26′ nördlicher Breite und 89°57′ westlicher Länge und erstreckt sich über 65,55 km².
Die Nora Township liegt im äußersten Nordosten des Jo Daviess County grenzt im Süden an die Wards Grove Township, im Südwesten an die Stockton Township, im Westen an die Rush Township und im Nordwesten an die Warren Township. Im Osten grenzt die Township an das Stephenson County und im Norden an das Grant County in Wisconsin.

## Verkehr
Die westliche Grenze der Nora Township wird durch die Illinois State Route 78 gebildet. Weiterhin existieren innerhalb der Township zwei befestigte County Roads und eine Reihe von untergeordneten unbefestigten Straßen.
Im Norden durchquert eine Bahnlinie der Canadian National Railway die Nora Township.
Die nächstgelegenen Flugplätze sind der rund 90 km westlich in Iowa gelegene Dubuque Regional Airport, der rund 70 km nordwestlich gelegene Platteville Municipal Airport und der Albertus Airport im rund 45 km südöstlich gelegenen Freeport im Stephenson County.

## Bevölkerung
Bei der Volkszählung im Jahr 2010 hatte die Township 370 Einwohner. Innerhalb der Nora Township gibt es neben gemeindefreier Streubesiedlung mit Nora nur eine selbstständige Gemeinde (mit dem Status „Village“).